# Károlyi József (labdarúgó)
Károlyi József (Diósgyőr, 1925. október 21. – Miskolc, 2005. április) válogatott labdarúgó, kapus.

## Pályafutása

### Klubcsapatban
Tizenkét éves korában lett a DVTK utánpótlás játékosa. A jobbösszekötő posztján szerepelt. Az ifi korosztályban került be a kapuba. 1941-ben mutatkozott be a felnőtt csapatban. A Diósgyőri VTK játékosaként került be a válogatottba és nagy tehetségnek tartották. Az Újpesthez igazolása után teljesítménye visszaesett. 1950-től 1955-ig újra a DVTK játékosa lett. Pályafutása végén az MVSC játékosa volt.

### A válogatottban
1947–1948 között három alkalommal szerepelt a válogatottban.

### Sportvezetőként
1959 novemberében kinevezték a Miskolci VSC edzőjének. 1968 októberében az MVSC elnöke lett 1982-ig.

## Sikerei, díjai
- A testnevelés és a sport kiváló dolgozója (1967)[4]

## Statisztika

### Mérkőzései a válogatottban
| Magyarország | Magyarország      | Magyarország                | Magyarország | Magyarország | Magyarország | Magyarország | Magyarország | Magyarország |
| #            | Dátum             | Helyszín                    | Hazai        | Eredmény     | Vendég       | Kiírás       | Gólok        | Esemény      |
| ------------ | ----------------- | --------------------------- | ------------ | ------------ | ------------ | ------------ | ------------ | ------------ |
| 1.           | 1947. június 29.  | Belgrád, Partizan Stadion   | Jugoszlávia  | 2 – 3        | Magyarország | Balkán-kupa  | -            |              |
| 2.           | 1948. április 22. | Budapest, Üllői úti stadion | Magyarország | 7 – 4        | Svájc        | Európa-kupa  | -            |              |
| 3.           | 1948. június 6.   | Újpest, Megyeri úti stadion | Magyarország | 9 – 0        | Románia      | Balkán-kupa  | -            | 26'          |
|              | Összesen          |                             |              | 3            | mérkőzés     |              | 0            | gól          |